# Cholestaza
Cholestaza (gr. cholestasis = zastój żółci) – wywołany różnymi czynnikami zespół objawów klinicznych i biochemicznych spowodowany mechanicznym zatrzymaniem odpływu żółci lub upośledzeniem czynności wydzielniczej wątroby (zahamowaniem syntezy i wydzielania żółci do dwunastnicy).

## Podział

### Cholestaza zewnątrzwątrobowa
- przeszkoda w odpływie żółci
  - kamica dróg żółciowych
  - wrodzone anomalie kanalików żółciowych (np. torbiele dróg żółciowych)
  - atrezja dróg żółciowych
  - zarostowe zapalenie dróg żółciowych (pierwotne, infekcyjne lub w przebiegu innych chorób, np. histiocytozy)
  - ucisk dróg żółciowych przez guzy (np. rak brodawki Vatera, rak trzustki, torbiel trzustki, rak jelita cienkiego)

### Cholestaza wewnątrzwątrobowa
- Infekcyjne zapalenia wątroby
  - zakażenia drobnoustrojami z grupy TORCH
  - inne zakażenia wirusowe
  - listerioza
  - sepsa
  - zakażenie układu moczowego
  - kiła
  - gruźlica
- Zaburzenia metaboliczne
  - niedobór alfa1-antytrypsyny
  - zaburzenia metabolizmu węglowodanów
  - galaktozemia
  - fruktozemia
  - glikogenoza typ IV
  - zaburzenia przemiany aminokwasów
  - tyrozynemia
  - zaburzenia przemian tłuszczów
  - choroba Niemanna-Picka
  - choroba Wolmana
  - mukowiscydoza
  - zaburzenia metabolizmu kwasów żółciowych
  - zaburzenia peroksysomalne
  - zespół Zellwegera
- Cholestazy wrodzone (rodzinne)
  - idiopatyczne noworodkowe zapalenie wątroby
  - przewlekła cholestaza wewnątrzwątrobowa
  - postępująca rodzinna cholestaza wewnątrzwątrobowa
  - zespół Alagille’a
  - hipoplazja dróg żółciowych wewnątrzwątrobowych
  - nawracająca cholestaza wewnątrzwątrobowa rodzinna łagodna
  - zespół Aageneasa
- Zaburzenia anatomiczne
  - choroba Carolego
  - torbielowatość wątroby i nerek
- Zaburzenia chromosomalne
  - zespół Downa
- Inne przyczyny
  - histiocytoza X
  - wrzodziejąco-martwicze zapalenie jelit
  - cholestaza w żywieniu pozajelitowym
  - cholestaza polekowa
  - cholestaza ciężarnych

## Objawy
- świąd skóry
- żółtaczka
- zaburzenia trawienia
- zaburzenia wchłaniania tłuszczów i witamin A, D i K
- powiększenie wątroby
- powiększenie śledziony
- zmiana zabarwienia stolców
- rzadziej: bradykardia, zmiany zwyrodnieniowe narządów miąższowych oraz ksantomaty skórne[3]

## Badania laboratoryjne
- stężenie bilirubiny (całkowitej i bezpośredniej) – o cholestazie świadczy zwiększenie stężenia bilirubiny bezpośredniej powyżej 1 mg/dl
- oznaczenie aktywności AlAT, GGTP, fosfatazy alkalicznej, cholesterolu
- diagnostyka infekcji – badania serologiczne i posiewy
- oznaczenie stężenia alfa1-antytrypsyny
- oznaczenie stężenia chlorków w pocie
- oznaczenie stężenia kwasów żółciowych w surowicy
- oznaczenie stężenia elektrolitów i gazometrii
- wykonanie testu metabolicznego moczu
- oznaczenie stężenia aminokwasów
- oznaczenie stężenia ferrytyny/transferryny
- oznaczenie stężenia hormonów tarczycy

## Inne badania
- badanie ultrasonograficzne jamy brzusznej
- biopsja wątroby
- badania genetyczne
- endoskopowa cholangiopankreatografia wsteczna
- tomografia komputerowa jamy brzusznej

## Leczenie
Obowiązuje leczenie przyczynowe w zależności od rozpoznania schorzenia pierwotnego.